# Wang Mengjie
Wang Mengjie (Chinese: 王梦洁; pinyin: Wáng Mèngjié) is een Chinese vrouwelijke volleybalspeler.
Ze maakt deel uit van het Chinese nationale volleybalteam voor vrouwen. Op clubniveau speelde ze in 2015 voor Shandong.
Ze maakte deel uit van het Chinese team in 2017 dat deelnam aan de FIVB World Grand Prix in Macau. Het team met onder meer Zhu Ting, Qian Jingwen, Zheng Yixin, Wang Yunlu speelde tegen de VS, Turkije en Italië. Het laatste deel van de wedstrijd was in Nanjing in China, waar het team vierde werd.

## Clubs
- Shandong (2013–)
- Sichuan (2017) (uitgeleend)
- Zhejiang (2018) (uitgeleend)

## Voetnoten
1. ↑  Profiel Wang Mengjie
2. ↑  Team Rooster – China. Gearchiveerd op 5 oktober 2021. Geraadpleegd op 22 juni 2020.
3. ↑  Sports Bureau of Macao SAR Government. Gearchiveerd op 3 juli 2020. Geraadpleegd op 22 juni 2020.
4. ↑  Bošković leads Serbia over China for bronze